# Митра
Митра (праиндоирански: mitrás) је персијско божанство светлости, испољено у бику и често спарено са Анахитом, божанством вода које је стари маздаизам доводио у везу с реком Оксус, које је касније аријанизовано. 
Као мушки Бог рата, Митра игра важну улогу у маздаистичком пантеону и религији Персије, све до Римског царства које ће га усвојити. 
Митра штити људски род и посредује између бога и људи. 

## Мит о Митри
Митра се према миту родио из стене, »као што небеска светлост извире из огромног каменог свода који наткриљује Земљу«. Одмах по рођењу пастири су му указивали почасти. Поред њега су дадофори (бакљоноше), Каутер и Каутопатес.
По једном тумачењу Ахура Мазда је обљубио сопствену мајку и тако је зачет Митра, који се по рођењу хранио смоквама и ставио фригијску капу, а у руке узео нож, лук и стрелу. 
Први његов подвиг био је борба са Сунцем у којој Митра побеђује. Друга борба била је са дивљим биком, кога је савладао и однео га у пећину, али је животиња побегла. Сунце му је по гаврану поручило да га поново ухвати. Митра је то успео и из тела мртвог бика никле су биљке, из костију - жито, а из крви - винова лоза.
Зли дух је послао змију да попије крв и шкорпиона да отрује божанско семе. Али су ови покушаји осујећени. 
Истовремено настају први људи. Ахриман шаље сушу, али Митра погодивши стену стрелом, ствара извор. 
У миту о Митри помиње се и велики потоп, током кога изабрани човек гради лађу и спасава се од несреће. Такође се помиње и велика ватра, али ни она није уништила људе.
Митра на крају улази у Сунчеве кочије и преко Океана одлази боговима.

## Митраистичка религија
Митраистичка религија је заснована на дуалистичком учењу маздаизма о сталној борби добра (Ахура Мазда) и зла (Ахриман).
Истовремено, Ахура Мазда биће изнад њега само у зороастризму и у краљевској религији Ахеменида, у којој ће велики персијски Бог тек узгред признавати надмоћ сунчанога Бога, час одуховљеног у Воху Манаху, да би био присаједињен синкретизму Мага (У хеленизму поистовећеног са Аполоном). 
Заратустра је био први који је са гнушањем одбацио суровост и бескорисност приношења ових жртви, које су биле достојне једино примитивним племенима.
Ова жртва-паљеница праћена је хтонским обичајима у Персији и у Индији, са Нандијем, богом-биком, или са Дионисом, његовим видом на западу, богом опојних пића, плесачем на сатурналијама и баханалијама. 
У доба Заратустре митско-ратничке мушке заједнице, окупљене под знаком Митре, прошириле су своје сурове поступке широм целог индо-иранског света. Ова братства младих ратника названих »курјаци« мешала су оргијастичке обреде с крвавим жртвама под знамењем змаја или вука. Карактеристичне су њихове заставе, кациге и одећа црне боје, 
Ове ратоборне обичаје персијски феудални поредак ће искористити и усмерити да би послужили под видом дисциплиноване борбености у ахеменидској војсци. 
У Заратустрино доба, те банде су биле солидарне са карапанима (врачима) и кавијима (владарчићима) које је он подједнако осуђивао. Ово доба високог персијског феудалног система поприма вид свеопште анархије, у којој су се утврђене оазе у долинама и тврђаве по планинама морале бранити и од пљачкашких упада номадских коњаника и од пустошења фанатичних банди. 
После аријевских родова који су прихватили седелачки начин живота на рубовима источне Персије и азијских степа, сакијска племена усталила су се у оазама које су створили њихови претходници и бавећи се земљорадњом и занатством, интегрисала се у персијско друштво. 
Друга су наставила с номадским животом у крају који је у Авести означен називом Туран, а протезао се од Аралског мора и реке Јаксарт до Алтајских планина на граници са Монголију, и у којем ће у VI. веку п. н е. настаје цивилизација - Саки и Масагети.

## Митраизам у Европи
Историјски извори говоре о ширењу Митраизма преко киликијских гусара, који су после пораза од Помпеја 67. године пре н.е. били поробљени и одведени у Римско царство. У  ропству су проширили Митраизам по царству. Митраизам је доживео велику популарност код римских војника и успео да се наметне чак и код римских царева. Популарност код војника је вероватно добио тиме што је вера ограничена само на мушкарце и верује се да Бог Митра може обезбедити ново рођење у бољи живот, а поред тога био је и мистички култ који је још више будио жељу и интересовање за учешће у њему. Једно светилиште односно Митреј примао је само 100 чланова, тако су још више привукли следбенике зато што су се учесници у обреду осећали привилеговано. Митраизам је заувек остао тајни култ чак и кад су римски цареви прешли у Митраизам, култ је остао са пуно тајни и мистицизма. Римским освајањем нових територија и кретањем легија ширио се и Митраизам. Зато су  неки овај култ називали вером која је резервисана за војнике. Митраизам је заживео толику популарност у војничким редовима да је култ Митре подигнут и изједначен са култом Сунца, тако да су та два култа постали једно, односно Митра и Сол су постали једно. Неки од Царева који су поштовали култ Митре су Цар Диоклецијан који је у Карнутуму посветио Митри олтар. Док се император Комод толико уживео у Митрине Мистерије да је случајно убио једног од следбеника култа. Цар Јулијан Филозоф који је отворено говорио да је Митрик.

### Митрине мистерије
Под термином Митрине мистерије подразумевамо обред у ком следбеници култа жртвују  бика. Обред се вршио на светилиштима који су се називали Митреји. Митреји су се налазили у пећинама или испод земље и у близини неког извора,потока или бунара. Главну улогу су играле бакљоноше Котес и Каутопатес који су будно пратили Митраичке мистерије. Сваки следбеник се морао заклети да ће чувати тајну Мистерија. Постојали су и ступњеви иницијације, који су повезани са митом о подухватима Бога Митре. Најнижи чин у митраистичкој хијерархији био је Гавран након кога следе, Супруга, Војник, Лав, Персијанац, Сунчев гласник и највиша и најцењенија титула се називала Отац. Хијерархија се делила на учеснике и слуге, тако да су Гавран, Супруга и Војник били слуге док су виши чинови били учесници. Кроз обред, верници култа су жртвовањем бика покушавали да понове односно проживе Митрине подвиге. Жртвовањем бика су понављали његов подвиг и славили помирење између Сола (Божанство Сунца) и Митре. Веровали су да кроз Митраичке мистерије се у ствари повезују са Митром који им поставља законе високе моралности а за узврат својим следбеницима обећава лепши живот после смрти односно ново рађање.

### Пропаст Митраизма на тлу Европе
Митраизам расте упоредо са Хришћанством али пошто је био ограничен само на мушкарце и на 100 чланова по светилишту знатно је заостајао. Док су се Митраисти трудили бити тајно друштво, Хришћанство је све радило јавно, прихватало оба пола и није било ограничено по броју чланова. Велики ударац Митраизам је примио када је Константин Велики издао Милански едикт 313. године чиме је увео доба толеранције према верама. Хришћанство тада хвата пун залет у свом ширењу док Митраизам стагнира. Митраизам опет доживљава популарност за време цара Јулијана Филозофа који се изјаснио као митрик и био против Хришћанства,  због тога су га хришћани прозвали Јулијан Отпадник. Та популарност није била дугог века, трајала је до цара Теодосија Великог и његовог едикта 380. године којим поставља Хришћанство за главну веру, а све друге вере забрањује и прогања их. Митраизам није успео да преживи прогањање од стране цара Теодосија Великог и доживљава пропаст на тлу Европе.
Познати француски филозоф и историчар религија Ернест Ренан изјавио је: „Да је ширење Хришћанства зауставила смртна болест, свет би био Митраизован".